# Lista de personagens da Liga da Justiça
Lista de poderes dos personagens da DC Comics

## Personagens e seus poderes

### Liga da Justiça
| Personagem       | Poderes / Habilidades / Armas / Equipamentos |
| ---------------- | --- |
| Superman         | - Perícia em Jornalismo Investigativo: Possui habilidades anormalmente elevadas na investigação, e pode descobrir até mesmo o mais esquivo dos segredos com bastante esforço. - Perícia em Combate Corporal: É proficiente em boxe / pugilismo, treinado por Pantera. Também possui o conhecimento de duas formas de artes marciais kriptonianas. - Vontade Indomável: É capaz de controlar suas emoções e seus impulsos, e superar o medo e resistir a controle de mente. - Absorção de Energia Solar: Suas células funcionam como uma super bateria, que absorvem e armazenam energia / radiação solar amarela, sendo o combustível para ativar suas habilidades sobre-humanas. - Longevidade: Vive quase indefinidamente, com pouco envelhecimento para o seu ser, contanto que ele mantenha continuamente radiação solar amarela suficiente em seu corpo. - Memória Fotográfica: É capaz de reunir e assimilar qualquer tipo de conhecimento e entendê-lo totalmente e instantaneamente, e sua atividade cerebral acelerada, permite que ele processe informações sensoriais tão rapidamente que tudo parece estar se movendo em câmera lenta enquanto se movem em velocidade sobre-humana. - Sentidos Aguçados: Possui uma audição, uma visão e um olfato bastante apurados. Tem uma audição incrível nas variações extremas de som e frequência campo, permitindo-lhe para pegar ruídos de todo o mundo. - Visão Microscópica: É capaz de enxergar pequenas partículas invisíveis ao olho comum. - Visão Telescópica: É capaz de enxergar corpos e objetos à longa distância. - Visão de Raio X: É capaz de ver através de objetos sólidos, exceto o chumbo. - Visão Eletromagnética: É capaz de ver as energias eletromagnéticas em frequências invisíveis aos seres humanos, tais como transmissões de rádio, luz infravermelha, a aura bioelétrica que envolve todas as coisas vivas, mesmo em escuridão total. - Visão de Calor: Pode converter energia solar armazenada em feixes de energia térmica altamente concentrados que podem alcançar temperaturas comparáveis aos produzidos por estrelas. - Explosão Solar: Expulsa toda a energia solar armazenada em suas células para criar uma carga explosiva poderosa, idêntica a uma pequena Supernova. Ao usar essa explosão solar, ele consome toda a sua energia solar, o que requer um período de recarga de aproximadamente 12 horas. - Aceleração Molecular: Pode mover seu corpo em alta velocidade no nível molecular causando seu corpo inteiro vibrar no lugar, podendo deslizar suas moléculas entre as moléculas da matéria externa que lhes permite eliminar através de objetos sólidos. - Força Sobre Humana: Debaixo do Sol Amarelo, adquiri uma força fora do comum. Possui uma força sobre-humana, exercendo uma força física acima do normal, podendo levantar muito além de 100 toneladas. - Invulnerabilidade: Seu corpo é quase invulnerável, devido a sua estrutura celular e anatômica extremamente densas, bem como sua irradiação aura bio-elétrica. Sua "aura" bio-elétrica é como um campo de força invisível irradiando dentro de poucos milímetros da sua pele. É altamente resistente (quase impermeável) a danos físicos, tiros, choques, explosões e temperaturas extremas e o que mais se puder imaginar, exceto kryptonita. Seu sistema imunológico o protege de toxinas e doenças. - Resistência Sobre Humana: Pode realizar tarefas cansativas por um longo período de tempo sem se cansar, correr por dias, levantar pesos por dias, lutar por dias, sobreviver no vácuo do espaço ou debaixo d'água. - Velocidade Sobre Humana: É capaz pensar, reagir e se movimentar em velocidades fora do comum, podendo atingir a velocidade da luz, incluindo reflexos e agilidade acima do normal. - Respiração Sobre Humana: Pode criar ventos com força de furacão, soprando, e também relaxar a respiração para congelar um alvo. - Cura Sobre Humana: Regenera-se instantaneamente se curar de ferimentos leves e graves rapidamente, sob o sol amarelo. - Voo: É capaz de manipular partículas de gráviton (de forma desconhecida e aparentemente inconsciente), para desafiar as forças da gravidade. |
| Batman           | - Inteligência Elevada: Possui um alto nível de inteligência, possuindo uma mente brilhante e analítica, praticamente inigualável. - Memória Fotográfica: Possui uma recordação total e pode lembrar-se de qualquer coisa com grande detalhe. - Vontade Indomável: É capaz de controlar suas emoções e se impulsos, e superar o medo e resistir a controle de mente. - Cinto de Utilidades: Possui um cinto de utilidades com várias armas e dispositivos como lanterna infravermelha, bumerangues elétricos e explosivos, cápsula de gás, algemas e etc. - Veículos Estilizados: Possui carros, aviões e motos bastante modernos e tecnológicos. - Perícia em Estratégia: Desenvolve estratégias e planos complexos. - Perícia em Liderança: É habilidoso em delegar autoridade e comandar o respeito e a obediência de outras pessoas. - Perícia em Investigação: Possui habilidades anormalmente elevadas na investigação, e pode descobrir até mesmo o mais esquivo dos segredos com bastante esforço. Considerado o maior detetive do mundo. - Perícia em Escapologia: É hábil em escapar das restrições. Consegue escapar de armadilhas convencionais e não convencionais com pouco ou nenhum esforço. - Perícia em Artes Marciais e Combate Armado: É proficiente em artes marciais, possuindo conhecimento de 150 formas de artes marciais, e, também, é especialista em todas as armas de combate corporal. - Perícia em Acrobacia: É perito em acrobacias, realizando proezas de equilíbrio, agilidade e coordenação. - Perícia em Intimidação e Interrogatório: Consegue induzir medo nos outros e extrair informações de um adversário. - Perícia em Furtividade: É habilidoso em mover-se de forma silenciosa e secretamente.(ninjutsu). - Força Humana Máxima: Através do seu extremo e rigoroso treinamento físico, é mais forte do que os seres humanos médios - Durabilidade Humana Máxima: Devido ao seu treinamento físico, seus ossos / músculos são mais densos e mais duros que os humanos normais. - Resistência Humana Máxima: É capaz de suportar mais estresse físico do que os membros médios de sua espécie, podendo tolerar grandes quantidades de dor física, como tiro ou esfaqueamento repetidamente, queimados com alto calor e golpes que nenhuma pessoa comum poderia lidar. Também pode prender a respiração por alguns minutos e permanecer calmo através de situações estressantes ou dolorosas. Além de conseguir tolerar fome extrema, sede insuportável e fortes desejos para dormir. - Velocidade Humana Máxima: Sua velocidade está no limite mais alto do potencial humano. - Agilidade Humana Máxima: Sua agilidade é muito melhor do que os gostos de um ser humano comum, permitindo que ele se mova com perfeita agilidade, reflexos, velocidade e precisão. - Regeneração Humana Máxima: Sua capacidade de cura natural está nos mais altos níveis de potencial humano. Seu sistema imunológico luta contra micróbios, infecções, doenças, distúrbios e feridas, melhor do que o normal. |
| Mulher Maravilha | - Perícia em Combate Armado e Desarmado: É proficiente em combate armado e desarmado, sendo altamente qualificada nos estilos exóticos de artes marciais das Amazonas. Também é uma esgrimista e arqueira, além de ser uma especialista em laçar e usar sua tiara como bumerangue, e é muito habilidosa em desviar de projéteis com seus braceletes. - Laço da Verdade: Possui um laço mágico inquebrável, forjado por Hefesto do Cinturão Dourado de Gaia, que obriga os outros dizerem a verdade. - Braceletes da Vitória: Possui um par de braceletes que serve para desviar de projéteis (como bala) e de poderosas rajadas de energia. - Tiara Real: Sua tiara é nítida e pode ser usado como bumerangue, a fim de ferir seus adversários. - Espada Mágica: Uma espada forjada por Hefesto, afiada o suficiente para cortar os elétrons de um átomo. - Escudo Amazônico: Utiliza um escudo que parece ter propriedades mágicas, usado como uma arma defensiva, protegendo a tanto de ataques à distância quanto ataques corpo a corpo. - Imortalidade: Ela não envelhece além do seu auge, permitindo-a manter suas habilidades físicas, saúde, vitalidade e aparência juvenil indefinidamente. Isso finalmente a torna imune à morte natural. - Sabedoria Sobre Humana: Possui uma sabedoria divina, concedida por Atena, a Deusa da Sabedoria, conseguindo desenvolver estratégias e planos complexos, tendo o conhecimento de línguas antigas e modernas, e é hábil em liderança, persuasão e diplomacia. - Empatia: Concedida por Atena, a Deusa da Sabedoria. "A visão de Atena" (como é chamado), aparentemente, lhe concede aumento na sua introspecção. Pode sentir e detectar as emoções de outros e é completamente imune a ataques psíquicos. - Empatia Animal: Concedido por Artemis, a Deusa da Caça. É capaz de ser comunicar com todas as formas de animais (incluindo os dinossauros) e sua presença traz calma até aos animais mais ferozes. - Sentidos Aguçados: Concedido por Artemis, a Deusa da Caça. Possui uma audição, uma visão e um olfato bastante apurados. Seus olhos são de uma caçadora. - Força Sobre Humana: Sua força foi concedida por Deméter, a Deusa da Terra. É literalmente, tão forte quanto a Terra, por causa de sua ligação com o planeta que lhe foi concedida pela deusa. Possui uma força sobre-humana, exercendo uma força física acima do normal, podendo levantar muito além de 100 toneladas. - Durabilidade Sobre Humana: Sua alta durabilidade foi concedida por Deméter, a Deusa da Terra. É altamente resistente a ataques internos, externos, e em especial ao fogo, ao calor extremo e a ataques mágicos. Além de ser imune à radiação e frieza do espaço. - Resistência Sobre Humana: Pode realizar tarefas cansativas por um longo período de tempo sem se cansar, correr por dias, levantar pesos por dias e lutar por dias. - Velocidade Sobre Humana: Sua velocidade foi concedida por Hermes, o Mensageiro dos Deuses. É capaz de pensar, reagir e se movimentar em velocidades fora do comum (mostrando às vezes, na velocidade da luz ou até acima dela), incluindo reflexos e agilidade acima do normal. - Agilidade Sobre Humana: É extremamente ágil, podendo dar grandes saltos, girar no ar, desviar de golpes desferidos contra si, desviar de balas e agarrar objetos antes que caiam no chão. - Cura Sobre Humana: Concedido por Deméter, a Deusa da Terra. Como a Terra, ela está constantemente renovando-se, permitindo-lhe curar-se rapidamente de leves até moderados ferimentos em uma velocidade surpreendente. Suas habilidades regenerativas normais permitem a se recuperar de lesões dentro de segundos a minutos. Seu sistema imunológico a protege de toxinas e doenças. - Voo: Concedido por Hermes, o Mensageiro dos Deuses. É capaz de voar sem ajuda, deslizando pelas correntes de ar. |
| Lanterna Verde   | - Vontade Indomável: É capaz de controlar suas emoções e seus impulsos, superar o medo e resistir a controle de mente. - Bateria de Energia Verde: A bateria de energia serve como um condutor de energia para a Bateria Central de Energia Verde e permite o recarregar seu anel enquanto estiver no campo. - Anel Energético Verde: Possui um anel de poder, que usa a energia de Bateria Central de Energia Verde, que assume a forma de uma luz verde brilhante, movido pela vontade indomável / força de vontade do usuário, que lhe dá vastos poderes baseados em energia. - Canalização de Energia Verde: O anel lhe proporciona a capacidade de usar energia pura fornecida pela bateria de energia, que possui a forma de luz verde brilhante. Essa energia é a luz verde da força de vontade do espectro eletromagnético emocional, podendo criar, afetar e manipular energias eletromagnéticas como a gravidade, a radiação, o calor, a luz e poderosas explosões de força de concussão. - Inteligência Artificial: O anel lhe proporciona uma inteligência artificial, como um "computador de bordo", dizendo tudo o que ele precisa saber, e contém um banco de dados de informações que é crucial para ele. - Verificação Eletromagnética: O anel tem uma ampla gama de habilidades de detecção baseadas na imaginação do usuário. Se alguém pode concebê-lo, ele provavelmente pode detectá-lo. Efeitos mágicos como a clarividência parecem estar além do alcance do anel. A maioria dos fenômenos eletromagnéticos normais está dentro do alcance do anel, incluindo comunicações de rádio, radar, televisão, infravermelho, ultravioleta, micro-ondas e banda de alta frequência. - Manipulação da Matéria: Pode criar e alterar substância e matéria, em pequeno grau, podendo produzir roupas, como seu uniforme. - Absorção de Energia: O anel pode absorver e armazenar a maioria de outros tipos energias. - Projeção de Energia: O anel pode ser usado para disparar rajadas de energia ou criar armas como projéteis deles. O anel pode projetar feixes de força movidos pela vontade do usuário. - Conjuração de Construções de Energia Sólida: O anel cria uma numerosa variedade de armas, ferramentas ou qualquer outra coisa desejada de pura energia sólida, limitado apenas pela imaginação do usuário, suas construções podem levantar e mover enormes pesos, maiores do que 100 toneladas. - Campo de Força Energético: O anel pode criar vários campos de força de vários tamanhos e formas para proteger o usuário e outros ao seu redor. Com o escopo cósmico das funções, é natural que o anel do poder é projetado para operação no espaço. O anel também cria um campo de força invisível / aura de energia em volta do usuário que elimina o desperdício, proporciona uma atmosfera respirável para o usuário em qualquer ambiente (embaixo d'água, espaço, etc.), e protege o de todas as formas de dano (radiação, balas, etc.). - Buraco de Minhoca e Urdidura Espacial: O anel concede ao seu usuário acesso a buracos de minhoca no espaço, permitindo que o detentor do anel reduza rapidamente o tempo e a distância necessários para o transporte. - Eliminação Progressiva: O anel de energia permite que o portador passe por certos objetos sólidos, como paredes. - Refração de Luz: O anel é capaz dobrar as ondas de luz em volta do usuário, tornando o invisível. - Tradução Universal: É capaz de traduzir qualquer língua do universo virtualmente. - Viagem Temporal: O anel cria buracos de minhocas, permitindo o viajar no tempo, embora isto requeira muita força de vontade. - Cura: O anel tem a capacidade limitada de curar lesões físicas, podendo usar o anel para reparar pequenas lesões do portador ou aos outros. - Voo: Pela manipulação de anti- grávitons e movimento molecular dirigida, o anel o permite voar em velocidades incríveis, tanto na atmosfera como no espaço, passando de planeta para planeta em questão de horas. |
| The Flash        | - Canalização da Força de Aceleração: Pode criar, convocar, e manipular um tipo de energia que se origina de um reino dimensional diferente, a Força da Aceleração, uma força de energia extra dimensional vagamente definida, a partir do qual a maioria dos indivíduos movidos a super velocidade retiram seus poderes. - Velocidade Sobre Humana: É capaz pensar, reagir e se movimentar em velocidades fora do comum, podendo ultrapassar a velocidade da luz, conseguindo enxergar o mundo como estivesse em câmera lenta, enxergar a trajetória de balas e objetos muito rápidos e pegá-los com as mãos, correr sobre a superfície das águas e pelas paredes, além de quebrar qualquer barreira dimensional e até mesmo entrar na Força de Aceleração. Isto inclui reflexos e agilidade acima do normal. - Aura Energética: Seu corpo é cercado por uma "almofada de fricção", um campo de energia absorvente cinético que o protege e a qualquer um que esteja correndo ou sendo carregado por ele pelos efeitos rigorosos de usar sua velocidade. Incluindo fricção, material particulado no ar, impactos pesados e similares. Graças a esse campo de energia, é altamente resistente a ataques internos e externos. - Envelhecimento Desacelerado: Tem um processo de envelhecimento mais lento que o normal. - Atividade Cerebral Acelerada: Seu cérebro se movimenta tão rápido quanto seu corpo, é capaz de pensar de forma extremamente rápida, podendo ler um livro em super velocidade, e manter essa informação em sua memória de curto prazo apenas o tempo suficiente para programar tudo o que ele aprendeu. Sua mente se move tão rápido que lhe concede imunidade a controle da mente, e também possui resistência a outros ataques psíquicos. - Conjuração de Construções de Energia Cinética: É capaz de usar a matéria gerada pela sua velocidade para criar objetos sólidos, como paredes ou pontes, e utilizava para compor seu traje ou repara-lo. - Absorção e Distribuição de Energia Cinética: Pode roubar o movimento acelerado ou impulso a partir de objetos ou pessoas a reduzir sua velocidade, e também, pode permitir que seus companheiros correr ao seu lado, em suas velocidades igualadas, dando-lhes velocidade. - Geração de Vórtice: É capaz de rodar em círculo e criar um vórtice de vento, e criar tornados girando seus braços. - Geração de Eletricidade: É capaz de gerar e manipular a energia elétrica que ele extrai da Força de Velocidade. As propriedades e efeitos destes raios são aparentemente idênticos aos da eletricidade comum. O calor do raio cria uma expansão térmica que permite que seu terno seja armazenado em seu anel. - Vibração Molecular: Pode mover seu corpo em alta velocidade no nível molecular causando seu corpo inteiro vibrar no lugar, podendo deslizar suas moléculas entre as moléculas da matéria externa que lhes permite eliminar através de objetos sólidos. - Sentidos Aguçados: A Força de Aceleração o concede sentidos aprimorados que lhe permitem perceber o mundo a uma velocidade sintonizada com sua velocidade de reação. - Metabolismo Acelerado: Possui um metabolismo acelerado, resistindo ao ganho de peso, doenças, lesões, e acelerando a sua velocidade de cura. - Soco de Massa Infinita: Quando em velocidade consegue usar a inércia para ganhar uma força descomunal, concentrando energias extras dimensionais da Força velocidade em um soco maciço. - Resistência Sobre Humana: Pode realizar tarefas cansativas por um longo período de tempo sem se cansar, correr por dias, levantar pesos por dias e lutar por dias. - Aceleração e Deslocamento Temporal: Pode quebrar a barreira temporal com a sua velocidade e viajar ao longo do tempo. E possui a acelerar o fluxo de tempo. - Viagem Dimensional: Pode romper a barreira dimensional com sua velocidade e percorrer dimensões paralelas. - Regeneração Sobre Humana: Regenera-se instantaneamente de ferimentos leves e graves. |
| Caçador de Marte | - Mente Lógica: Possui um raciocínio altamente avançado. - Perícia em Investigação: Possui habilidades anormalmente elevadas na investigação, e pode descobrir até mesmo o mais esquivo dos segredos com bastante esforço. - Telepatia: É capaz de ler os pensamentos de outros e se comunicar mentalmente com eles. Essa habilidade inclui: explosão psíquica, controle da memória, rastreamento, ilusão telepática, defesa telepática, possessão, digitalização telepática, indução de sono, raio psíquico, download de informações e ligação telepática. - Controle Mental: É capaz de controlar as ações e raciocínios dos outros. - Projeção Astral: É capaz de retirar sua alma do seu corpo e lutar somente com ela, mas essa técnica pode ser perigosa porque o corpo ficará desprotegido. - Telecinésia: Possui a capacidade de mover objetos com a força da mente, pode manipular átomos, partículas subatômicas e células, perfeitamente. Pode disparar poderosas explosões telecinéticas e criar um escudo telecinético. Demonstrou este poder poucas vezes. - Visão Marciana: É capaz de emitir explosões de calor de seus olhos e ver através de objetos sólidos. Bem como disparar ondas psíquicas. - Percepção Extra Sensorial: Possui nove sentidos em oposição a cinco sentidos de um ser humano, concedendo capacidade premonitórias. - Transformação Corpórea: É capaz de controlar a estrutura molecular dos biopolímeros de seu corpo e manipulá-los em qualquer construção que desejar, podendo assumir a forma total ou parcialmente de qualquer ser humano, animal, objeto inanimado ou aspecto monstruoso, transformar partes do corpo em armas, alterar a substância e o material de que seu corpo é feito, permitindo-lhe produzir roupas. Pode alterar a composição química de seu corpo para imitar diversas matérias, como aço ou pedra. Manipula seu corpo em níveis celulares / sub celulares visíveis. - Envelhecimento Desacelerado: Possui uma expectativa de vida naturalmente mais longa que os seres humanos. - Adaptação Metamórfica: Sua metamorfose permite o ajuste espontâneo de sua fisiologia sub-molecular em tempo real. Seja com ou sem pensamento consciente, a fim de superar qualquer tipo de ameaça. - Controle da Densidade: É capaz de manipular a densidade e solidez do seu próprio corpo, podendo aumentar sua densidade molecular, tornando seus tecidos, pele, músculos, ossos extremamente densos e sólidos, se tornando mais forte e resistente, ou diminui-la, se tornando imaterial. - Intangibilidade: É capaz de diminuir a densidade natural do próprio corpo. Isso inclui a poder atravessar matéria sólida sem se machucar e se tornar intocável. - Invisibilidade: Pode fazer com que os bio-polímeros em seu corpo percam a capacidade de refletir a luz, tornando o invisível à luz normal e visão humana. Com a concentração mais aumentada, ele pode tornar-se completamente invisível ao longo do espectro eletromagnético, incluindo as faixas de infravermelho e o ultravioleta do espectro. - Força Sobre Humana: Sua imensa força vem de sua estrutura polimórfica, formada a partir de cadeias moleculares imensamente longas e complexas e aumentada com suas habilidades psíquicas. Possui uma força sobre-humana, exercendo uma força física acima do normal, podendo levantar muito além de 100 toneladas. - Invulnerabilidade: Sua estrutura biomórfica absorve quase todos os tipos de energias cinéticas (como balas de alto calibre e estilhaço). É altamente resistente (quase impermeável) a danos físicos, tiros, choques ou explosões, e o que mais se puder imaginar, exceto o fogo (sua fraqueza). Seu sistema imunológico o protege de toxinas e doenças. - Resistência Sobre Humana: Pode realizar tarefas cansativas por um longo período de tempo sem se cansar, correr por dias, levantar pesos por dias, lutar por dias e sobreviver no vácuo do espaço. - Velocidade Sobre Humana: É capaz de pensar, reagir e se movimentar em velocidades fora do comum. - Respiração Sobre Humana: Suas válvulas internas e câmaras dentro dos canais de ar são muito densos e bastante reforçados, permitindo-lhe, criar ventos com força de furacão fortes apenas por exalar o envio de ar sob pressão para fora. - Regeneração Sobre Humana: Regenera-se instantaneamente, a partir de ferimentos leves até renovando membros perdidos. - Voo: Através da manipulação de grávitons (uma partícula subatômica associada com a força da gravidade), manipulação de campos magnéticos e de controle de seu movimento molecular absoluto (um efeito telecinético). |
| Mulher Gavião    | - Perícia em Combate Armado e Desarmado: É proficiente combate corporal e combate com armas antigas. - Perícia em Investigação: Possui habilidades anormalmente elevadas na investigação, e pode descobrir até mesmo o mais esquivo dos segredos com bastante esforço. - Maça de Metal Enésimo: Possui uma maça / clava feito de metal enésimo, que possui propriedades elétricas e rompe magia. - Reencarnação: A faca de metal enésimo que a assassinou em sua encarnação original, teve um efeito incomum em sua alma. Ela está trancada em um aparentemente interminável ciclo de morte e renascimento ao longo dos séculos. Embora não seja um poder sobre-humano, por si só, esta propensão para a reencarnação tem permitido-a enganar a morte e retornar ao serviço ativo em sua encarnação atual. - Asas: Possui um par de asas naturais ou artificiais, dependo de sua versão. - Sentidos Aguçados: Possui uma audição e uma visão bastante apurada, o seu campo de visão é semelhante à de uma ave. - Força Sobre Humana: Possui uma força sobre-humana, exercendo uma força física acima do normal, podendo levantar de 2 toneladas à 10 toneladas. - Durabilidade Sobre Humana: Devido sua fisiologia estrangeira ou pela posse do metal enésimo, dependo de sua versão, é altamente resistente a ataques internos e externos. - Resistência Sobre Humana: Pode realizar tarefas cansativas por um longo período de tempo sem se cansar, correr por dias, levantar pesos por dias e lutar por dias. - Linguística Aviária: Consegue falar com várias espécies de aves. - Cura Sobre Humana: Pode curar-se mais rápido do que o normal. - Voo: Suas asas a permite que voe. Em algumas versões com ajuda do cinto de metal enésimo. |
| Aquaman          | - Perícia em Estratégia: Desenvolve estratégias e planos complexos. - Perícia em Combate Armado e Desarmado: É proficiente em combate armado e desarmado. - Perícia em Natação: É um mestre nadador, conseguindo nadar debaixo d'água sem esforço e com controle, eficiência, precisão, tração e equilíbrio a qualquer velocidade. - Tridente de Netuno: Possui um tridente, uma arma mágica que confere ao portador grande poder e o direito divino de governar o mar, podendo criar, manipular e evocar água de onde estiver, disparar rajadas de energia, criar campos de força, além de poder controlar o clima. - Adaptação Biológica Marinha: Sua biologia é adaptada ao ambiente oceânico profundo, podendo respirar debaixo de água, suportar as pressões e o frio, e só pode passar certo tempo limitado fora da água. Por ter que se adaptar a viver em níveis variáveis de pressão, seu corpo é fisicamente superior ao do ser humano médio. - Magia: Possui a potencialidade subjacente de lançar e manipular magia. Normalmente precisando de um item de poder através do qual possa canalizar essas habilidades; como seu tridente, mas às vezes ele consegue usar magia sem o tridente. - Telepatia Marinha: Consegue manipular mentalmente qualquer vida marinha, controlando suas ações e raciocínios, já que muitos animais marinhos têm cérebros primitivos. - Empatia Marinha: Possui a capacidade de sentir as emoções primitivas das criaturas aquáticas através de "O Claro". O Claro parece funcionar como uma consciência universal de toda vida marinha. Através dele, ele pode se comunicar ou comandar a vida marinha do outro lado do planeta. - Ecolocalização: Possui a capacidade de conhecer o ambiente a seu redor através da ecolocalização, do mesmo modo os golfinhos. Isso significa ouvir ondas sonoras refletidas nos objetos. - Sentidos Aguçados: Possui uma audição, uma visão e um olfato bastante apurados. E possui a capacidade de perceber o movimento de um corpo de água com extrema precisão. - Visão Noturna: É capaz de enxergar no escuro. - Força Sobre Humana: Possui uma força sobre-humana, exercendo uma força física acima do normal, podendo levantar muito além de 100 toneladas, sua força é muito maior quando está em contato com a água. - Durabilidade Sobre Humana: É altamente resistente a ataques internos, externos, armas de projétil, impactos, ataques de energia e de magia, e ao calor. Seu sistema imunológico o protege de toxinas e doenças. - Resistência Sobre Humana Pode realizar tarefas cansativas por um longo período de tempo sem se cansar, correr por dias, levantar pesos por dias e lutar por dias. - Velocidade Sobre Humana: É capaz de nadar, reagir e se movimentar em velocidades fora do comum debaixo d’água. - Equilíbrio Sobre Humano: Possui um senso de equilíbrio extremamente bem desenvolvido, o posicionamento dos membros e o centro do equilíbrio, bem como a condição física para usar esses fatos. - Cura Sobre Humana: Possui um fator de cura extremamente rápido quando em contato com a água. - Pulo Sobre Humano: Possui força nas pernas e grande flexibilidade, podendo dar saltos de grandes alturas. |
| Arqueiro Verde   | - Perícia em Sobrevivência: Devido ao seu extenso treinamento, consegue sobreviver por qualquer meio necessário, podendo se forragear por si mesmo. Pode encontrar coisas para comer, lugares para beber, lugares para viver e sobreviver em ambientes insustentáveis. - Perícia em Artes Marciais: É proficiente em artes marciais, incluindo Judô, Kickboxing e Caratê. - Perícia em Acrobacia: É perito em acrobacias, realizando proezas de equilíbrio, agilidade e coordenação. - Perícia em Arquearia, Arremesso e Armas de Fogo: É um proficiente usando tiro com arco para caçar, ou como uma ferramenta em combate, e em atirar objetos ou armas, como facas, bumerangues e etc. É habilidoso também, no uso de várias armas de fogo, isso inclui armas automáticas, pistolas semi-automáticas, espingardas e etc. - Perícia em Estratégia: Desenvolve estratégias e planos complexos. - Precisão Humana Máxima: Possui uma precisão nos limites mais altos da eficiência humana. - Arco e Flecha: Possui um arco, um arma impulsora que se usa para disparar flechas sobre qualquer alvo, e um conjunto de variados tipos de flecha, como a flecha padrão, flecha luva de boxe, flecha de fogo, flecha elétrica, flecha explosiva, entre outras. |
| Canário Negro    | - Perícia em Artes Marciais e Acrobacia: É proficiente em artes marciais, é uma artista marcial altamente qualificada, seus estilos incluem: jiu-jitsu, boxe, wing chun, krav magá, e etc. - Perícia em Acrobacia: É perito em acrobacias, realizando proezas de equilíbrio, agilidade e coordenação. - Perícia em Estratégia: Desenvolve estratégias e planos complexos. - Perícia em Investigação : Possui habilidades anormalmente elevadas na investigação, e pode descobrir até mesmo o mais esquivo dos segredos com bastante esforço. - Perícia em Liderança: É habilidoso em delegar autoridade e comandar o respeito e a obediência de outras pessoas. - Grito Sônico: Possui um meta gene que lhe dá um potente ataque sonoro, capaz de atordoar e ensurdecer pessoas, danificar e destruir objetos orgânicos e inorgânicos, e outros variados propósitos, como para se deslizar e se mover em distâncias longas, gritando para baixo. Seu grito é chamado de o "Grito do Canário". - Imunidade Sonora: Seus tímpanos têm uma membrana espessa que a torna imune aos efeitos das ondas sonoras e pode atuar sem ser afetado por ataques sônicos, fazendo com que seu corpo não seja afetado por intrusões baseados em sons. |
| Senhor Destino   | - Perícia em Ocultismo: Possui profundo conhecimento sobre o ocultismo e misticismo, envolvendo temas como a magia, a percepção extrassensorial, a astrologia, o espiritismo, a numerologia e os sonhos lúcidos. - Elmo de Nabu: O Elmo de Nabu concede-lhe vastos poderes mágicos, e foi usado originalmente para abrigar o espírito de Nabu e permitiu-lhe a posse do hospedeiro, mais tarde só permitiu que ele aconselhe o hospedeiro em vez disso. Geralmente, mesmo sem usar o Elmo do Destino, o hospedeiro pode voar, possui um grau de força e resistência acima do normal, e um baixo nível de telecinésia. - Amuleto de Anúbis: Um item extremamente poderoso, mantendo um universo de bolso dentro dele e sendo usado para aprisionar inimigos. Também aumenta seu poder mágico. - Manto do Destino: Feito de pura força, este manto tem uma Dimensão das Sombras dentro dele que pode ser usada para proteger aqueles que estão dentro e para desorientar os outros. Ele também pode usá-lo para se proteger contra ataques à distância e para voar. - Magia: É capaz de usar forças sobrenaturais para graus variantes, como lançar feitiços, conjurar magia e criar um grande número de outros poderes. Utiliza a Magia da Ordem, permitindo o domínio de feitiços capazes de manipular e reconstruir a realidade e o próprio tecido da existência, e trazer ordem ao cosmos. - Imortalidade: Vive eternamente sem envelhecer, adoecer ou qualquer coisa que seja uma "morte natural". - Telepatia: É capaz de ler os pensamentos de outros ou mentalmente se comunicar com eles. - Projeção Astral: É capaz de deixar seu corpo com vida e ficar vagando como espírito. - Psicometria: Pode ver o passado de um objeto, bem como o futuro possível dele. - Ilusão Mística: É capaz de alterar as percepções de outros, criando imagens e sons falsos. - Telecinésia: É capaz de levitar, mover, quebrar, moldar e lançar material físico (como objetos, pedras, madeira e etc), através da força mental. - Manipulação do Tempo: É capaz de manipular a corrente do tempo, podendo perceber os eventos fora dos limites do espaço e tempo e se deslocar para o passado ou para o futuro. - Manipulação do Magnetismo: É capaz de controlar os campos magnéticos. - Convocação e Banimento: Pode convocar criaturas ou banir criaturas. - Conjuração de Construções de Energia Sólida: É capaz de criar construções de pura energia mística, como ferramentas, objetos, armas e outros itens, criar construções semi-vivas, e criar estruturas / edifícios de permanência variável. - Projeção de Energia: É capaz de gerar feixes concentrados em pura energia mística. - Campo de Força: É capaz de criar um escudo, uma parede ou um campo formado de energia mística, quase imperfurável. - Transmutação da Matéria: É capaz de alterar a estrutura física da matéria, afetando o corpo físico de um ser vivo ou objeto, alterando sua forma ou sua funcionalidade. - Intangibilidade: É capaz de atravessar matérias sólidas sem se machucar. - Invulnerabilidade: É altamente resistente a danos físicos, tiros, choques ou explosões, e o que mais se puder imaginar. Seu sistema imunológico o protege de toxinas e doenças. - Teletransporte: Pode teletransportar a si mesmo e a outros de um lugar para outro. - Viagem Dimensional: Pode viajar entre diferentes dimensões e universos, atravessar diferentes planos de existência e atravessar várias formas de realidade. - Consciência Mística: Pode estar sintonizado com o cosmos, e sentir eventos místicos entrantes e presença de magia em seu entorno, além de possuir senso de perigo e uma leve habilidade premonitória. - Cura: É capaz de curar feridas ou doenças de si e de outros. - Voo: É capaz de desafiar a gravidade e literalmente voar, magicamente. |
| Zatanna          | - Perícia em Prestidigitação: É hábil em mágica de palco, realizando simples truques e ilusões elaboradas. - Perícia em Ocultismo: Possui conhecimento sobre o ocultismo e misticismo, envolvendo temas como a magia, a percepção extraterritorial, a astrologia, o espiritismo, a numerologia e os sonhos lúcidos. - Magia: É capaz de usar forças sobrenaturais para graus variantes, como lançar feitiços, conjurar magia e criar um grande número de outros poderes. - Encantamentos Proferidos de Trás Para Frente: Lança seus feitiços, falando de trás pra frente, pode fazer qualquer coisa, seu limite nunca foi definido. - Meditação: Através da meditação, pode projetar-se de forma astral, deixando seu corpo físico e viajando para outros planos de existência. - Persuasão: Pode hipnotizar alguém e ordenar que façam o que bem entender. - Consciência Mística: É capaz de sentir ou pressentir eventos místicos. |
| Capitão Marvel   | - Convocação Divina e Transformação: Convoca um raio místico que provoca a sua transformação ao pronunciar a palavra "Shazam", extraindo suas forças de seis poderosos deuses, e transformando-se em uma entidade habilitada por eles; uma versão adulta de si mesmo com poderes mágicos e divinos. Nesta forma, ele é capaz de voar, gerar eletricidade, esmagar carros e repelir balas de sua pele. - Magia: É capaz de usar forças sobrenaturais para graus variantes, como lançar feitiços, conjurar magia e criar um grande número de outros poderes. - Imortalidade: Em sua forma encantada / transformada, é funcionalmente inviável. - Sabedoria Sobre Humana: Possui uma sabedoria divina, que se reflete na forma de conselhos que ele ouve dentro de sua mente. Além de desenvolver estratégias e planos complexos, possuir conhecimento de línguas antigas e modernas, e conhecimento de vários ramos da ciência, como matemática. - Percepção Sobrenatural: Pode ver e ouvir coisas que apenas seres mágicos podem ver e ouvir, e também pode falar com entidades e espíritos acessíveis apenas por adeptos da magia. - Manipulação de Eletricidade: É capaz de controlar a eletricidade em uma infinidade de maneiras, e conduzi-la de todas as formas de eletricidades através de seu corpo, criados ou não, tornando-os totalmente invulnerável a eletricidade, não importa a tensão. E pode também descarregar a eletricidade através da mídia condutiva (metal, água, etc.). - Explosão Elétrica: Pode descarregar relâmpagos místicos a partir de suas mãos e dedos. - Força Sobre Humana: Possui uma força sobre-humana, exercendo uma força física acima do normal, podendo levantar muito além de 100 toneladas. - Invulnerabilidade: É altamente resistente a danos físicos, tiros, choques, explosões, temperaturas extremas, ataques místicos e o que mais se puder imaginar. Seu sistema imunológico o protege de toxinas e doenças. - Resistência Sobre Humana: Pode realizar tarefas cansativas por um longo período de tempo sem se cansar, correr por dias, levantar pesos por dias, lutar por dias e sobreviver no vácuo do espaço. - Velocidade Sobre Humana: É capaz pensar, reagir e se movimentar na velocidade do relâmpago, incluindo reflexos e agilidade acima do normal. - Teletransporte Dimensional: É capaz de acessar ou viajar de qualquer lugar para a Pedra da Eternidade, uma dimensão mística. - Cura Sobre Humana: Regenera-se instantaneamente se curar de ferimentos leves e graves rapidamente. Também pode usar o raio místico para curar a outros ou a si mesmo instantaneamente de feridas infligidas. - Voo: É capaz de desafiar a gravidade e literalmente voar, através da magia. |
| Supergirl        | - Perícia em Combate Desarmado: É proficiente em combate desarmado. - Absorção de Energia Solar: Suas células funcionam como uma super bateria, que absorvem e armazenam energia / radiação solar amarela, sendo o combustível para ativar suas habilidades sobre-humanas. - Longevidade: Vive quase indefinidamente, com pouco envelhecimento para o seu ser, contanto que ele mantenha continuamente radiação solar amarela suficiente em seu corpo. - Memória Eidética: É capaz de reunir e assimilar qualquer tipo de conhecimento e entendê-lo totalmente e instantaneamente, e sua atividade cerebral acelerada, permite que ela processe informações sensoriais tão rapidamente que tudo parece estar se movendo em câmera lenta enquanto se movem em velocidade sobre-humana. - Sentidos Aguçados: Possui uma audição, uma visão e um olfato bastante apurados. Tem uma audição incrível nas variações extremas de som e frequência campo, permitindo-lhe para pegar ruídos de todo o mundo. - Visão Microscópica: É capaz de enxergar pequenas partículas invisíveis ao olho comum. - Visão Telescópica: É capaz de enxergar corpos e objetos à longa distância. - Visão de Raio X: É capaz de ver através de objetos sólidos. - Visão Eletromagnética: É capaz de ver as energias eletromagnéticas em frequências invisíveis aos seres humanos, tais como transmissões de rádio, luz infravermelha, a aura bioelétrica que envolve todas as coisas vivas, mesmo em escuridão total. - Visão de Calor: Pode converter energia solar armazenada em feixes de energia térmica altamente concentrados que podem alcançar temperaturas comparáveis aos produzidos por estrelas. - Vibração Molecular: Pode mover seu corpo em alta velocidade no nível molecular causando seu corpo inteiro vibrar no lugar, podendo deslizar suas moléculas entre as moléculas da matéria externa que lhes permite eliminar através de objetos sólidos. Foi ensinada por Flash. - Força Sobre Humana: Debaixo do Sol Amarelo, adquiri uma força fora do comum. Possui uma força sobre-humana, exercendo uma força física acima do normal, podendo levantar muito além de 100 toneladas. - Invulnerabilidade: Seu corpo é quase invulnerável, devido a sua estrutura celular e anatômica extremamente densas, bem como sua irradiação aura bio-elétrica. Sua "aura" bio-elétrica é como um campo de força invisível irradiando dentro de poucos milímetros da sua pele. É altamente resistente (quase impermeável) a danos físicos, tiros, choques, explosões e temperaturas extremas e o que mais se puder imaginar, exceto kryptonita. Seu sistema imunológico a protege de toxinas e doenças. - Resistência Sobre Humana: Pode realizar tarefas cansativas por um longo período de tempo sem se cansar, correr por dias, levantar pesos por dias, lutar por dias, sobreviver no vácuo do espaço ou debaixo d'água. - Velocidade Sobre Humana: É capaz pensar, reagir e se movimentar na velocidade da luz, incluindo reflexos e agilidade acima do normal. - Respiração Sobre Humana: Pode criar ventos com força de furacão, soprando, e também relaxar a respiração para congelar um alvo. - Grito Sônico: É capaz de projetar grande quantidade de ondas sonoras de suas cordas vocais. - Cura Sobre Humana: Recupera-se instantaneamente de lesões corporais ou doenças em uma taxa sobre-humana, sob o sol amarelo. - Voo: É capaz de manipular partículas de gráviton (de forma desconhecida e aparentemente inconsciente), para desafiar as forças da gravidade. |
| Poderosa         | - Perícia em Combate Desarmado: É proficiente em combate corpo a corpo, treinada por seu companheiro de equipe, Pantera. - Absorção de Energia Solar: Suas células funcionam como uma super bateria, que absorvem e armazenam energia / radiação solar amarela, sendo o combustível para ativar suas habilidades sobre-humanas. - Longevidade: Vive quase indefinidamente, com pouco envelhecimento para o seu ser, contanto que ele mantenha continuamente radiação solar amarela suficiente em seu corpo. - Memória Eidética: É capaz de reunir e assimilar qualquer tipo de conhecimento e entendê-lo totalmente e instantaneamente, e sua atividade cerebral acelerada, permite que ela processe informações sensoriais tão rapidamente que tudo parece estar se movendo em câmera lenta enquanto se movem em velocidade sobre-humana. - Sentidos Aguçados: Possui uma audição, uma visão e um olfato bastante apurados. Tem uma audição incrível nas variações extremas de som e frequência campo, permitindo-lhe para pegar ruídos de todo o mundo. - Visão Microscópica: É capaz de enxergar pequenas partículas invisíveis ao olho comum. - Visão Telescópica: É capaz de enxergar corpos e objetos à longa distância. - Visão de Raio X: É capaz de ver através de objetos sólidos. - Visão Eletromagnética: É capaz de ver as energias eletromagnéticas em frequências invisíveis aos seres humanos, tais como transmissões de rádio, luz infravermelha, a aura bioelétrica que envolve todas as coisas vivas, mesmo em escuridão total. - Visão de Calor: Pode converter energia solar armazenada em feixes de energia térmica altamente concentrados que podem alcançar temperaturas comparáveis aos produzidos por estrelas. - Força Sobre Humana: Debaixo do Sol Amarelo, adquiri uma força fora do comum. Possui uma força sobre-humana, exercendo uma força física acima do normal, podendo levantar muito além de 100 toneladas. - Invulnerabilidade: Seu corpo é quase invulnerável, devido a sua estrutura celular e anatômica extremamente densas, bem como sua irradiação aura bio-elétrica. Sua "aura" bio-elétrica é como um campo de força invisível irradiando dentro de poucos milímetros da sua pele. É altamente resistente (quase impermeável) a danos físicos, tiros, choques, explosões e temperaturas extremas e o que mais se puder imaginar, exceto kryptonita. Seu sistema imunológico a protege de toxinas e doenças. Só é afetada por kryptonita da Terra 2, no qual é seu universo natal. - Resistência Sobre Humana: Pode realizar tarefas cansativas por um longo período de tempo sem se cansar, correr por dias, levantar pesos por dias, lutar por dias, sobreviver no vácuo do espaço ou debaixo d'água. - Velocidade Sobre Humana: É capaz pensar, reagir e se movimentar na velocidade da luz, incluindo reflexos e agilidade acima do normal. - Respiração Sobre Humana: Pode criar ventos com força de furacão, soprando, e também relaxar a respiração para congelar um alvo. - Cura Sobre Humana: Recupera-se instantaneamente de lesões corporais ou doenças em uma taxa sobre-humana, sob o sol amarelo. - Voo: É capaz de manipular partículas de gráviton (de forma desconhecida e aparentemente inconsciente), para desafiar as forças da gravidade. |
| Vixen            | - Amuleto Mágico: Empunha um objeto chamado Totem Tantu, um talismã em forma de raposa, que lhe permite explorar o "campo morfogenético" da Terra. - Mimetismo Animal: É capaz de imitar as habilidades de qualquer animal. - Garras Afiadas: Suas unhas crescem consideravelmente, tornando-se afiadas e resistentes, suas garras são magicamente reforçadas. - Controle do Campo de Energia Morfogenético: Sua extensão de controle sobre o campo é desconhecida, ela tem exibido esta energia como um campo de força e garras de energia. - Cura: O amuleto lhe permite curar-se de ferimentos e contusões rapidamente. |
| Fogo             | - Perícia em Combate deCorporal: É proficiente em combate corpo a corpo, sendo treinada pelo Batman. - Perícia em Investigação: É uma experiente investigadora e agente de espionagem. - Forma Piroplasmática: Saturada por uma energia chamada Pyroplasm, pode transformar seu corpo completamente em um ser de plasma verde. Sua forma transformada é anatomicamente idêntica à sua forma normal. Necessita de ar para ficar em chamas. - Manipulação de Fogo: Possui controle total sobre sua forma enquanto está em chamas, bem como qualquer fogo que ela projete. - Geração de Fogo Verde: Pode criar e projetar fogo verde, podendo lançar poderosas rajadas de fogo verde. Suas chamas são dessa cor devido a mudanças de oxigênio ou por causa de um mito. Podendo criar chamas até mesmo debaixo d’água. Não necessita estar em sua “forma piroplasmática” para disparar fogo. - Intangibilidade: Possui um grau de intangibilidade, podendo fazer com que objetos sólidos passem completamente através da sua forma piroplasmática sem feri-la, quando arremessados contra ela. Porém, ela não pode atravessar paredes. - Respiração Pirocinética: É capaz inspirar um jato de chama verde de sua boca. - Voo: Em sua forma piroplasmática, ela pode descer no céu e controlar sua velocidade de voo ajustando suas chamas em resposta. |
| Capitão Átomo    | - Perícia Militar: Possui formação militar da Força Aérea, é perito com armas de fogo, operações secretas, estratégia e um excelente combatente corporal. - Pele Metálica: Sua pele é composta por um material alienígena, semelhante à um metal, que além de aumentar sua invulnerabilidade, contém a energia nuclear de seu corpo. - Manipulação do Campo Quântico: Possui uma ligação com o campo quântico, conseguindo manipulá-lo, podendo assim, criar, alterar ou destruir a realidade, com pouca distinção de leis da natureza e as regras do cosmos, e manipular valores teoricamente infinitos de energia, limitado apenas pela sua imaginação e força de vontade. Além de aumentar suas capacidades físicas. O Campo Quântico também lhe concede várias imunidades e resistências contra a telepatia, manipulação molecular e magia. Todas suas habilidades sobre humanas derivam de seu controle sobre o campo quântico. - Imortalidade: Devido a ser composto de energia quântica bruta, é funcionalmente imortal. Não precisa comer, dormir, respirar ou requerer repouso para manter-se ativo ou permanecer saudável. - Manipulação de Energia: É capaz de criar e manipular vários tipos de energia, incluindo radiação, gravidade, eletromagnetismo, força nuclear fraca, força forte, entre outras, podendo gerar rajadas de energia quântica e criar campos de forças. - Absorção de Energia: Sua habilidade de absorver e drenar energias são tão extremos, que é inigualável no Universo. Com o controle adequado, concentração e regulação da sua taxa de absorção de energia, ele é capaz de absorver e drenar quantidades infinitas de energia. Não há quase nenhuma forma de energia que ele seja incapaz de absorver. - Projeção de Energia: É capaz de projetar poderosas rajadas e projéteis a base de energia quântica. - Manipulação e Geração da Matéria: É capaz de criar, controlar, reformar e reconstruir a matéria em nível atômico. - Transmutação Atômica: É capaz de transmutar a matéria em diferentes formas. - Força Sobre Humana: Possui uma força sobre-humana, exercendo uma força física acima do normal, podendo levantar muito além de 100 toneladas. Pode aumentar sua força a níveis fenomenais usando o campo quântico. - Invulnerabilidade: Devido a sua pele metálica, é altamente resistente (quase impermeável) a danos físicos, tiros, choques, explosões, e o que mais se puder imaginar. Seu sistema imunológico o protege de toxinas e doenças. - Resistência Sobre Humana: Pode realizar tarefas cansativas por um longo período de tempo sem se cansar, correr por dias, levantar pesos por dias, lutar por dias e sobreviver no vácuo do espaço. - Velocidade Sobre Humana: É capaz pensar, reagir e se movimentar em velocidades fora do comum. - Viagem Temporal: Através de grande concentração e tensão, ele é capaz de viajar a frente ou atrás no tempo (sem o auxílio de Quantum salto) por um período limitado antes de voltar para o presente. - Interface Tecnológica: É capaz de interagir telepaticamente com redes de computadores e do sistema binário. - Voo: É capaz de desafiar a gravidade e literalmente voar. |
| Maxima           | - Perícia em Combate Armado e Desarmado: É proficiente em combate armado e desarmado, treinada em seu planeta natal. - Telepatia: É capaz de ler os pensamentos de outros e se comunicar mentalmente com eles. Essa habilidade inclui: explosão psíquica, ilusão telepática, defesa telepática, possessão e raio psíquico. - Empatia: É capaz de sentir e detectar as emoções dos outros. Desenvolveu essa habilidade através de sua telepatia. - Controle Mental: É capaz de controlar as ações e raciocínios dos outros. - Projeção Astral: É capaz de retirar sua alma do seu corpo e lutar somente com ela, mas essa técnica pode ser perigosa porque o corpo ficará desprotegido. - Raios Ópticos: É capaz de disparar rajadas de imensa força de concussão dos seus olhos. - Força Sobre Humana: Possui uma força sobre-humana, exercendo uma força física acima do normal, podendo levantar muito além de 100 toneladas. - Durabilidade Sobre Humana: É altamente resistente a ataques internos e externos. Canalizando seus poderes psíquicos internamente, sua resistência a dano aumenta, tornando-se quase impermeável. - Resistência Sobre Humana: Pode realizar tarefas cansativas por um longo período de tempo sem se cansar, correr por dias, levantar pesos por dias, lutar por dias e sobreviver no vácuo do espaço. - Velocidade Sobre Humana: É capaz pensar, reagir e se movimentar em velocidades fora do comum. - Telecinésia: É capaz de levitar, mover, quebrar ou moldar o material físico (como objetos, pedras, madeira e etc), através da força mental. - Ferrocinésia: É capaz de manipular metais ferrosos, podendo levitar, mover e mudar a forma de metais, seu controle sobre metais é de nível atômico. - Campo de Força: É capaz de criar um campo de força ao redor si e de outros, podendo protegê-la ataques físicos, poderosas explosões e sustentar sua vida em ambientes hostis como vácuo do espaço e debaixo d'água. - Alteração da Matéria: É capaz de alterar a matéria inorgânica em outra, com o pensamento. - Teletransporte: É capaz de teleportar seres, objetos e a si mesma, de um lugar para o outro. - Multiplicação: É capaz criar clones de si mesma, controladas por ela e caso esses clones morram, eles irão desaparecer. - Voo: Aplica sua telecinésia como um meio de propulsão. |
| Mulher-Gato      | - Perícia em Artes Marciais e Combate Armado: É proficiente em artes marciais e no uso do chicote. - Perícia em Acrobacia: É perito em acrobacias, realizando proezas de equilíbrio, agilidade e coordenação. - Perícia em Furtividade: É habilidosa em mover-se de forma silenciosa e secretamente. - Perícia em Furto: É perita em furto, ou seja, hábil em obter ilegalmente propriedade de outra pessoa sem o seu consentimento. - Chicote: Ela emprega um chicote trançado de couro preto de 12 pés de comprimento. - Garras Retráteis: Suas luvas e botas contêm garras retráteis especiais que são formadas por um aço forte que se estende e retrai para as pontas dos dedos enluvadas e botas quando ela aciona os interruptores de pressão. - Empatia Felina: Possui uma forte afinidade com gatos. Eles geralmente ajudam automaticamente se ela precisa e sabem imediatamente que ela é uma amiga. - Sedução: Possui habilidades sedutoras inatas e uma atração encantadora que pode usar para seduzir e manipular de maneira fácil e eficiente qualquer uma das espécies de sexo iguais, opostas ou totalmente diferentes. |
| Mera             | - Perícia em Combate Corporal: É proficiente em combate corporal. - Perícia em Natação: É uma mestra nadadora, conseguindo nadar debaixo d'água sem esforço e com controle, eficiência, precisão, tração e equilíbrio a qualquer velocidade. - Adaptação Biológica Marinha: Sua biologia é adaptada ao ambiente oceânico profundo, podendo respirar debaixo de água, suportar as pressões e o frio, e só pode passar certo tempo limitado fora da água. Por ter que se adaptar a viver em níveis variáveis de pressão, seu corpo é fisicamente superior ao do ser humano médio. - Longevidade: Possui uma vida útil prolongada que lhe permite existir indefinidamente, não envelhecendo, murchando ou se degradando. - Telepatia Limitada: Possui um grau limitado de telepatia, o que lhe permite se comunicar com outros seres atlantes. - Manipulação da Água: Possui a capacidade de manipular a água em um nível extremamente alto, seu controle sobre a água é muito fino, podendo fazer com que a água tome a forma que ela escolher. - Manipulação da Densidade da Água: Possui a capacidade aumentar a densidade da água, no que se chama "Água dura". Ela pode usar seu poder de Água Dura para se mover em água sólida, formar escudos, armas ou explosões de concussão. - Desidratação: É capaz de manipular, retirar ou remover água em órgãos de outras pessoas, causando desidratação. - Sentidos Aguçados: Possui uma audição e uma visão bastante apurada. E possui a capacidade de perceber o movimento de um corpo de água com extrema precisão. - Visão Noturna: É capaz de enxergar no escuro. - Força Sobre Humana: Possui uma força sobre-humana, exercendo uma força física acima do normal, podendo levantar pelo menos 70 toneladas. - Durabilidade Sobre Humana: É altamente resistente a ataques internos, externos, impactos, ataques mágicos e armas de projétil. Seu sistema imunológico a protege de toxinas e doenças. - Resistência Sobre Humana Pode realizar tarefas cansativas por um longo período de tempo sem se cansar, correr por dias, levantar pesos por dias e lutar por dias. - Velocidade Sobre Humana: É capaz de nadar, reagir e se movimentar em velocidades fora do comum debaixo d’água. - Viagem Dimensional: Possui a capacidade de viajar entre o mundo nativo de Xebel e o reino da Terra. Sua aptidão com esse poder nem sempre foi consistente, e houve ocasiões em que ela foi forçada a encontrar um recurso alternativo para atravessar as barreiras. - Cura Sobre Humana: Possui um fator de cura extremamente rápido quando em contato com a água. - Pulo Sobre Humano: Possui força nas pernas e grande flexibilidade, podendo dar saltos de grandes alturas. |
| Safira Estrela   | - Bateria de Energia Safira: A bateria de energia serve como um condutor de energia para a Bateria Central de Energia Violeta e permite a recarregar seu anel enquanto estiver no campo. - Anel Energético Violeta: Possui um anel de poder, que usa a energia de Safira, que assume a forma de uma luz violeta brilhante, movido pelo amor do usuário, que lhe dá vastos poderes baseados em energia. - Canalização de Energia Violeta: O anel lhe proporciona a capacidade de usar energia pura fornecida pela bateria de energia, que possui a forma de luz violeta brilhante. Essa energia é a luz violeta do amor do espectro eletromagnético emocional, podendo criar, afetar e manipular energias eletromagnéticas como a gravidade, a radiação, o calor, a luz e poderosas explosões de força de concussão. - Inteligência Artificial: O anel lhe proporciona uma inteligência artificial, como um "computador de bordo", dizendo tudo o que ele precisa saber, e contém um banco de dados de informações que é crucial para ele. - Amor Verdadeiro: O anel pode inflamar o brilho de uma estrela de cristal de safira em qualquer pessoa. Este brilho revela o desejo mais profundo de uma pessoa, e pode mostrar o amor verdadeiro de alguém. - Sintonização do Amor: Pode sentir quando o amor eterno está em risco. Quando um coração está sendo atacado em qualquer lugar da galáxia. Ao sintonizar o coração da vítima no coração da Safira Estela, é criada uma corda conectando-os através de vastos rastros do espaço. - Verificação Eletromagnética: O anel tem uma ampla gama de habilidades de detecção baseadas na imaginação do usuário. Se alguém pode concebê-lo, ele provavelmente pode detectá-lo. Efeitos mágicos como a clarividência parecem estar além do alcance do anel. A maioria dos fenômenos eletromagnéticos normais está dentro do alcance do anel, incluindo comunicações de rádio, radar, televisão, infravermelho, ultravioleta, micro-ondas e banda de alta frequência. - Manipulação da Matéria: Pode criar e alterar substância e matéria, em pequeno grau, podendo produzir roupas, como seu uniforme. - Absorção de Energia: O anel pode absorver e armazenar a maioria de outros tipos energias. - Projeção de Energia: O anel pode ser usado para disparar rajadas de energia ou criar armas como projéteis deles. - Conjuração de Construções de Energia Sólida: O anel cria uma numerosa variedade de armas, ferramentas ou qualquer outra coisa desejada de pura energia sólida, limitado apenas pela imaginação do usuário, suas construções podem levantar e mover enormes pesos, maiores do que 100 toneladas. - Cristalização: O anel possui a capacidade de cristalizar os outros com o poder do amor. Esse poder não é totalmente compreendido, mas aparentemente coloca a vítima em uma forma de animação suspensa. - Campo de Força Energético: O anel pode criar vários campos de força de vários tamanhos e formas para proteger o usuário e outros ao seu redor. Com o escopo cósmico das funções, é natural que o anel do poder é projetado para operação no espaço. O anel também cria um campo de força invisível / aura de energia em volta do usuário que elimina o desperdício, proporciona uma atmosfera respirável para o usuário em qualquer ambiente (embaixo d'água, espaço, etc.), e protege o de todas as formas de dano (radiação, balas, etc.). - Buraco de Minhoca e Urdidura Espacial: O anel concede ao seu usuário acesso a buracos de minhoca no espaço, permitindo que o detentor do anel reduza rapidamente o tempo e a distância necessários para o transporte. - Tradução Universal: É capaz de traduzir qualquer língua do universo virtualmente. - Cura: O anel tem a capacidade limitada de curar lesões físicas, podendo usar o anel para reparar pequenas lesões do portador ou aos outros. - Voo: Pela manipulação de anti- grávitons e movimento molecular dirigida, o anel a permite voar em velocidades incríveis, tanto na atmosfera como no espaço, passando de planeta para planeta em questão de horas. |
| Nuclear          | - Fusão e Transformação: Os vinculados à Matriz Nuclear podem transformar-se de suas formas humanas "normais" em “O Homem Nuclear”. - Manipulação da Matéria: Possui uma habilidade principal de que todos os outros derivam. A sua "fusão atômica" ou "natureza nuclear" vem da fumaça da física nuclear com a mistura do usuário de energias psíquicas, bem como propriedades físicas. E pode quebrar e reaplicar partículas subatômicas, bem como dividir a estrutura molecular dos elementos e reorganiza-los. Possuindo a capacidade de moldar, criar, manipular, reorganizar e transmutar a matéria, ou seja, qualquer coisa no universo que tenha substância e massa / forma física, começando de moléculas e átomos, a planetas e outras características astronômicas. - Manipulação da Densidade: Possui controle total sobre as moléculas, podendo controlar a densidade molecular de matéria sólida, líquida ou gasosa para aumentar ou diminuir a massa. - Memória Eidética: Pode acessar as memórias de cada ser único, que tenha sido fundido a Matriz. - Visão Microscópica: É capaz de enxergar pequenas partículas invisíveis ao olho comum. - Visão de Raio X: É capaz de ver através de objetos sólidos. - Visão Térmica: É capaz de perceber o espectro infravermelho (isto é, a temperatura), permitindo que veja variações de temperatura em objetos e ambiente. Absorção de Energia: É capaz de absorver e drenar quantidades infinitas de energia. - Absorção de Energia: É capaz de absorver e drenar quantidades infinitas de energia. - Projeção de Energia: É capaz de projetar poderosas rajadas e projéteis a base de energia nuclear, partículas aquecidas e poderosas "explosões de fusão". - Intangibilidade: É capaz de diminuir a densidade natural do próprio corpo. Isso inclui a poder atravessar matéria sólida sem se machucar e se tornar intocável. - Força Sobre Humana: Possui uma força sobre-humana, exercendo uma força física acima do normal. - Durabilidade Sobre Humana: É altamente resistente a danos físicos, tiros, choques, explosões, e o que mais se puder imaginar. Seu sistema imunológico o protege de toxinas e doenças. - Resistência Sobre Humana: Pode realizar tarefas cansativas por um longo período de tempo sem se cansar, correr por dias, levantar pesos por dias, lutar por dias e sobreviver no vácuo do espaço. - Elo Psíquico: Os elementos que incorporam a Matriz Nuclear, aparecem principalmente como cabeças flutuantes, para representar sua ligação psíquica ao outro ser humano ou outro elemento da matriz. Eles podem ser representados, no entanto, eles gostariam, mas a Matriz os impede de uma cabeça desencarnada. - Regeneração Sobre Humana: Regenera-se instantaneamente se curar de ferimentos leves e graves rapidamente. - Voo: É capaz de desafiar a gravidade e literalmente voar. |
| Raio Negro       | - Perícia em Combate Corporal: É proficiente em combate corpo a corpo. - Perícia em Acrobacia: É perito em acrobacias, realizando proezas de equilíbrio, agilidade e coordenação. - Condicionamento Físico Humano Máximo: Suas funções corporais estão no limite máximo da condição humana (devido a sua carreira de atleta de nível olímpico), o que significa que suas capacidades naturais, como força, velocidade, resistência e durabilidade, estão acima da média. - Manipulação e Geração de Eletricidade: É capaz de gerar e manipular a eletricidade, uma forma de energia resultante do movimento de partículas carregadas (como elétrons ou prótons). Exatamente o quanto de energia elétrica ele pode gerar é desconhecida, mas ele pode facilmente atordoar ou matar um homem com seus poderes internos. - Absorção de Eletricidade: É capaz de absorver e armazenar eletricidade, ao remove-lo de uma fonte, podendo usá-lo de várias maneiras, ganhando alguma forma de vantagem, seja melhorando fisicamente, ganhando energia, usando-a como fonte de energia. - Explosão Elétrica: Pode liberar eletricidade sobre uma área-alvo específica, causando grandes danos ou fornecendo grandes ondas de choque de pura força. - Percepção Elétrica: Pode perceber estímulos elétricos, localizando objetos ao redor dele. - Manipulação da Bioeletricidade: Pode manipular correntes bioelétricas que existem em todos os aspectos do corpo existente no sistema nervoso, coração e músculos, seja nele ou em seus alvos. Também é capaz de canalizar sua energia bioelétrica em ataques ou mesmo drenar as energias bioelétricas que podem morar em outro ser. - Manipulação e Geração de Campos Elétricos: É capaz de manipular campos elétricos e até gerar campos elétricos próprios, formar campos de força tangíveis e vários outros propósitos. - Manipulação do Eletromagnetismo: Pode manipular o eletromagnetismo através da sua eletrocinésia. - Manipulação e Geração de Raio Negra: Aprendeu a gerar e controlar raios negros (eletricidade escura mística), que ignora as limitações e fraquezas do raio normal. Pode usá-lo como eletricidade normal, e também usa seu poder místico para uma grande variedade de ataques e efeitos. - Manipulação da Eletricidade Positiva: Pode manipular eletricidade que tem uma carga positiva. A eletricidade positiva é mais poderosa que a eletricidade elétrica comum. - Manipulação Física do Raio: Pode manipular fenômenos físicos ou eletromagnéticos, podendo ser usado para reviver neurônios mortos, dividir elementos em seus estados originais e controlar partículas carregadas, como elétrons, prótons, etc. - Mimetismo Elétrico: Possui energia bioelétrica intensa dentro de seu próprio corpo, o que lhe permite transformar em energia elétrica pura. Ele tem um controle impressionante sobre esta forma e uma vasta capacidade de expulsar eletricidade de várias maneiras. Enquanto na sua nesta forma, ele é imune a venenos, doenças de bactérias e pode até sobreviver sem oxigênio. Também pode passar por matéria sólida, mover a velocidade sobrenatural e voar a velocidades superiores ao som. - Telecinésia Elétrica: Pode manipular a matéria usando a eletricidade. - Campo de Força Elétrico: Pode gerar campos de força elétricos altamente concentrados, que são poderosos suficientes para desviar balas de alto calibre, altos níveis de impacto e explosões. - Força Sobre Humana: Pode aumentar sua força física, estimulando seus músculos com eletricidade, chegando sua força para níveis sobre-humanos, erigido um campo de força ao redor de seu corpo. - Velocidade Sobre Humana: É capaz pensar, reagir e se movimentar em velocidades fora do comum, podendo atingir a velocidade da luz, incluindo reflexos e agilidade acima do normal. - Teletransporte Relâmpago: Pode se transportar por eletricidade, raio ou eletrônica. Ele também pode transportar pelos elétrons no ar, descargas estáticas e componentes elétricos. Também pode fazer relâmpagos atingir seu corpo, transportar suas próprias moléculas de um ponto para o outro. - Cura Eletrocinética: Pode curar a si mesmo ou a outros usando eletricidade, absorvendo os elétrons e usá-los para estimular moléculas, renovando células danificadas. A eletricidade também pode fornecer energia para reduzir a fadiga, permitindo uma ótima saúde, além de reiniciar o coração e reparar qualquer dano cerebral. - Voo: Pode voar carregando sua parte inferior do corpo com energia elétrica. Ele é capaz de voar à velocidade da luz.                                |
| Senhor Milagre   | - Perícia em Combate Armado e Desarmado: É proficiente em combate armado e desarmado. - Perícia em Escapologia: É hábil em escapar das restrições. Consegue escapar de armadilhas convencionais e não convencionais com pouco ou nenhum esforço. É o maior artista de escape do mundo a partir de um título auto proclamado para uma realidade. - Traje de Batalha \ Dispositivos Tecnológicos: Seu traje é selado magneticamente e oferece proteção limitada contra danos e incêndio. Contém inúmeros bolsos ocultos. Cada luva e bota tem um bolso e o cinto de ferramentas finas. Um bolso secreto no braço superior direito esconde sua Caixa Mãe. Possui uma variedade de dispositivos tecnológicos, incluindo, um multi-cubo, discos aeroespaciais e vários outros aparelhos. Suas luvas são capazes de criar pequenas ondas de choque, explosões de concussão e gerar energia elétrica. Além disso, suas botas contêm jatos a laser. - Inteligência Elevada: Possui um alto nível de inteligência, possuindo uma mente brilhante e analítica. - Vontade Indomável: É capaz de controlar suas emoções e se impulsos, e superar o medo e resistir a controle de mente. - Imortalidade \ Fonte: Ele não envelhece além do seu auge, permitindo-o manter suas habilidades físicas, saúde, vitalidade e aparência juvenil indefinidamente. Isso finalmente o torna imune à morte natural. Isso é devido à proximidade da Fonte, uma energia primordial que se acredita ser um dos fundamentos fundamentais da Expressão Universal da Energia, ele evoluiu para um ser superior, geneticamente estável de perfeição evolutiva. - Efeito Alfa: Exerce um campo de energia cósmico chamado "Efeito Alfa", que atua como fonte de energia antitética para o "Efeito Omega", que lhe dá vastos poderes. Pode usa-lo para melhorar uma série de qualidades, tais como suas próprias capacidades físicas e a proeza tecnológica de seu próprio equipamento. - Manipulação e Geração de Energia: É capaz de gerar e manipular vários tipos de energia (Efeito Alfa). - Força Sobre Humana: Possui uma força sobre-humana, exercendo uma força física acima do normal. - Durabilidade Sobre Humana: É altamente resistente a ataques internos externos. Seu sistema imunológico o protege de toxinas e doenças. - Resistência Sobre Humana: Pode realizar tarefas cansativas por um longo período de tempo sem se cansar, correr por dias, levantar pesos por dias e lutar por dias. - Velocidade Sobre Humana: É capaz de pensar, reagir e se movimentar em velocidades fora do comum, incluindo reflexos e agilidade acima do normal. - Agilidade Sobre Humana: É extremamente ágil, podendo dar grandes saltos, girar no ar, desviar de golpes desferidos contra si, desviar de balas e agarrar objetos antes que caiam no chão. - Viagem Dimensional: Pode viajar entre as realidades à vontade (Efeito Alfa). - Cura: É capaz de curar feridas ou doenças de si e de outros (Efeito Alfa). - Disco Aéreo \ Voo: São placas metálicas finas de cerca de um pé, que permitem a levitação. |
| Grande Barda     | - Perícia em Combate Armado e Desarmado: É proficiente em combate armado e desarmado. - Mega-Rod: Um dispositivo de alta tecnologia \ bastão que dispara explosões concussivas extremamente poderosas, teletransporta a si ou outros para qualquer local desejado, e também lhe dá a capacidade de manipular campos gravitacionais. - Imortalidade \ Fonte: Ela não envelhece além do seu auge, permitindo-a manter suas habilidades físicas, saúde, vitalidade e aparência juvenil indefinidamente. Isso finalmente a torna imune à morte natural. Isso é devido à proximidade da Fonte, uma energia primordial que se acredita ser um dos fundamentos fundamentais da Expressão Universal da Energia, ela evoluiu para um ser superior, geneticamente estável de perfeição evolutiva. - Força Sobre Humana: Possui uma força sobre-humana, exercendo uma força física acima do normal, podendo levantar muito além de 100 toneladas. - Durabilidade Sobre Humana: É altamente resistente a ataques internos externos, e a temperaturas e pressões extremas. Seu sistema imunológico a protege de toxinas e doenças. - Resistência Sobre Humana: Pode realizar tarefas cansativas por um longo período de tempo sem se cansar, correr por dias, levantar pesos por dias e lutar por dias. - Velocidade Sobre Humana: É capaz de pensar, reagir e se movimentar em velocidades fora do comum, incluindo reflexos e agilidade acima do normal. - Agilidade Sobre Humana: É extremamente ágil, podendo dar grandes saltos, girar no ar, desviar de golpes desferidos contra si, desviar de balas e agarrar objetos antes que caiam no chão. - Cura Sobre Humana: Pode curar-se mais rápido do que o normal. |